# Province della Costa Rica

Province della Costa Rica

Le province della Costa Rica sono la suddivisione di primo livello del Paese e sono pari a 7. Ciascuna di esse comprende un certo numero di cantoni, pari complessivamente ad 81, e in distretti, per un totale di 464.

## Lista
| Localizzazione | Bandiera | Provincia  | Capoluogo    | Popolazione (2011) | Superficie (Km²) |
| -------------- | -------- | ---------- | ------------ | ------------------ | ---------------- |
|                |          | Alajuela   | Alajuela     | 848 146            | 9 754            |
|                |          | Cartago    | Cartago      | 490 903            | 3 125            |
|                |          | Guanacaste | Liberia      | 326 953            | 10 141           |
|                |          | Heredia    | Heredia      | 433 677            | 2 657            |
|                |          | Limón      | Puerto Limón | 386 862            | 9 189            |
|                |          | Puntarenas | Puntarenas   | 410 929            | 11 266           |
|                |          | San José   | San José     | 1 404 242          | 4 960            |

## Evoluzione storica

Stemma della Costa Rica: le sette stelle rappresentano le 7 province.

Con l'istituzione della repubblica e la dichiarazione della Costa Rica come una repubblica libera, sovrana ed indipendente, venne approvata la Costituzione il 30 novembre 1848 e venne stabilita, ai sensi della legge del 7 dicembre 1848 n° 36, la seguente suddivisione territoriale in province, cantoni e distretti:
- San José, con un cantone e dieci distretti parrocchiali.
- Alajuela, due cantoni e otto distretti parrocchiali.
- Cartagine, con due cantoni e tredici distretti parrocchiali.
- Heredia, con un cantone e sette distretti parrocchiali.
- Guanacaste, con quattro cantoni e otto distretti parrocchiali.

Puntarenas venne individuata come "comarca", categoria amministrativa ormai caduta in disuso, dal momento che il Decreto Legislativo n ° 10 del 17 settembre 1858 le conferì il titolo di provincia di Puntarenas.
Con Decreto n° 27 del 6 giugno 1870 venne creato la comarca di Limón nel territorio orientale della provincia di Cartago, permettendo la creazione di un comune. Successivamente il Decreto Legislativo n° 59 del 1º agosto 1902 sancì l'istituzione della settima ed ultima provincia.
Dal 1848-1980 il numero dei cantoni nel paese è aumentato da 10 a 81. L'ultimo cantone essere istituito è quello di Garabito, nella provincia di Puntarenas. I distretti, nel frattempo, sono soggetti a una maggiore flessibilità nel processo di costituzione, per cui il loro numero è in continua evoluzione.